# Fiódor Tókarev
Fiódor Vasílievich Tókarev (en ruso: Фёдор Васи́льевич То́карев; 1871-1968) fue un diseñador de armas ruso y diputado del Soviet Supremo de la URSS desde 1941 a 1950. Fuera de la Unión Soviética es más conocido por ser el diseñador de las pistolas semiautomáticas Tókarev TT-30 y TT-33 y los fusiles semiautomáticos SVT-38 y SVT-40, los cuales fueron producidos en gran número durante la Gran Guerra Patria. Debido a estas contribuciones al armamento soviético, Tókarev recibió el premio al Héroe del Trabajo Socialista en 1940.
Nació el 14 de junio de 1871 en el seno una familia cosaca de la stanitsa Yegorlykskaya, en el Óblast del Voisko del Don, en el sur del Imperio ruso, aunque otras fuentes sitúan su lugar de nacimiento en Mechótinskaya. En 1888 fue admitido en la Escuela Vocacional Militar de Novocherkask. Graduado en 1892 como oficial cosaco no comisionado y enviado al 12º regimiento de Cosacos del Don como artificiero armado. En 1896 volvió a Novocherkask como Maestro Armero Instructor. Opositó para ser admitido en la Escuela Técnica Militar. En 1900 se gradúa como oficial cosaco comisionado y regresa a su vieja unidad, el 12º Regimiento de Cosacos del Don como Maestro Armero. En 1910 envió su enmienda para la conversión del fusil Mosin-Nagant modelo de 1891 a fuego semiautomático, lo que mereció una prueba oficial.

## Armas diseñadas por Fiódor Tókarev
- Tokarev TT-33
- Maxim-Tokarev
- SVT-40

## Publicaciones
- Пионер советского стрелкового оружия. К 90-летию со дня рождения изобретателя-конструктора Ф. В. Токарева // «Военно-исторический журнал», № 6, 1961. стр. 127
- Токарев Фёдор Васильевич // Большая Советская Энциклопедия / под ред. А. М. Прохорова. 3-е изд. Том 26. М., «Советская энциклопедия», 1977. стр.34
- Токарев Фёд. Вас. (1871 - 1968) // Советский энциклопедический словарь. редколл., гл. ред. А. М. Прохоров. 4-е изд. М., "Советская энциклопедия", 1986. стр.1340
- Токарев Фёд. Вас. (1871 - 1968) // Большой энциклопедический словарь (в 2-х тт.). / редколл., гл. ред. А. М. Прохоров. том 2. М., "Советская энциклопедия", 1991. стр.479